# Bohuslav Hostinský
Bohuslav Hostinský (5. prosince 1884 Praha-Nové Město – 12. dubna 1951 Brno) byl přední český matematik a fyzik.

## Život
Otec Bohuslava Hostinského Otakar Hostinský byl profesorem estetiky na Karlově univerzitě. Bohuslav Hostinský byl nejstarší ze čtyř sourozenců. Po absolvování střední školy studoval Bohuslav Hostinský na pražské filozofické fakultě matematiku a fyziku. V roce 1907 získal doktorát filozofie a ve stejném roce se stal suplujícím učitelem na gymnáziu v Novém Bydžově, odkud přešel v dubnu 1908 na gymnázium v Roudnici a pak do Prahy na gymnázium v Kodaňské. Ve školním roce 1908–1909 studoval na pařížské Sorbonně a tento pobyt ovlivnil celou jeho další práci. Habilitoval se v lednu roku 1912 pro vyšší matematiku na pražské univerzitě. Dne 9. srpna 1920 byl jmenován řádným profesorem teoretické fyziky Přírodovědecké fakulty MU v Brně a ředitelem ústavu. Na tomto místě působil až do své smrti.
Bohuslav Hostinský se věnoval nejprve diferenciální geometrii a pak se zaměřil na ty kapitoly matematiky, které mají význam pro teoretickou fyziku. Věnoval se kinetické teorii plynů, počtu pravděpodobnosti a teorii kmitů. Prostudoval práce ruského matematika Markova a upozornil na ně. Hostinského práce o pravděpodobnostech přechodu a Markovových řetězcech byly pak dále rozpracovávány mnohými zahraničními odborníky. Na jeho podnět byl kdysi zaveden časový signál ve výšce komorního „a“.
Bohuslav Hostinský publikoval asi 140 prací a vydal několik knih:
- Diferenciální geometrie křivek a ploch,
- Mechanika tuhých těles,
- Geometrická pravděpodobnost,
- Opérations infinitésimales linéaires (společně s Volterrou),
- O mnohoúhelnících a mnohostěnech a jiné.

Od vzniku přírodovědecké fakulty až do roku 1948 (s přerušením v letech 1934–1939) byl redaktorem „Spisů“ vydávaných touto fakultou. Byl několikrát děkanem přírodovědecké fakulty a v roce 1929–1930 rektorem. Byl členem mnoha vědeckých společností a v roce 1933 se stal mimořádným členem České akademie věd a umění. Aktivně se podílel na činnosti brněnského odboru Jednoty českých matematiků a fyziků, v těžkých letech 1942–1945 byl jeho předsedou.

### Rodinný život
Dne 19. července 1910 se na Královských Vinohradech oženil s Emilií (Miluší) Veselíkovou (1883–1958). Měli dvě děti, Věru (1912-2001) a Zdeňka (1914-1986).[zdroj?]